# Plectrocnemia norikurana
Plectrocnemia norikurana is een schietmot uit de familie Polycentropodidae. De soort komt voor in het Palearctisch gebied.